# Aberdeen Proving Ground

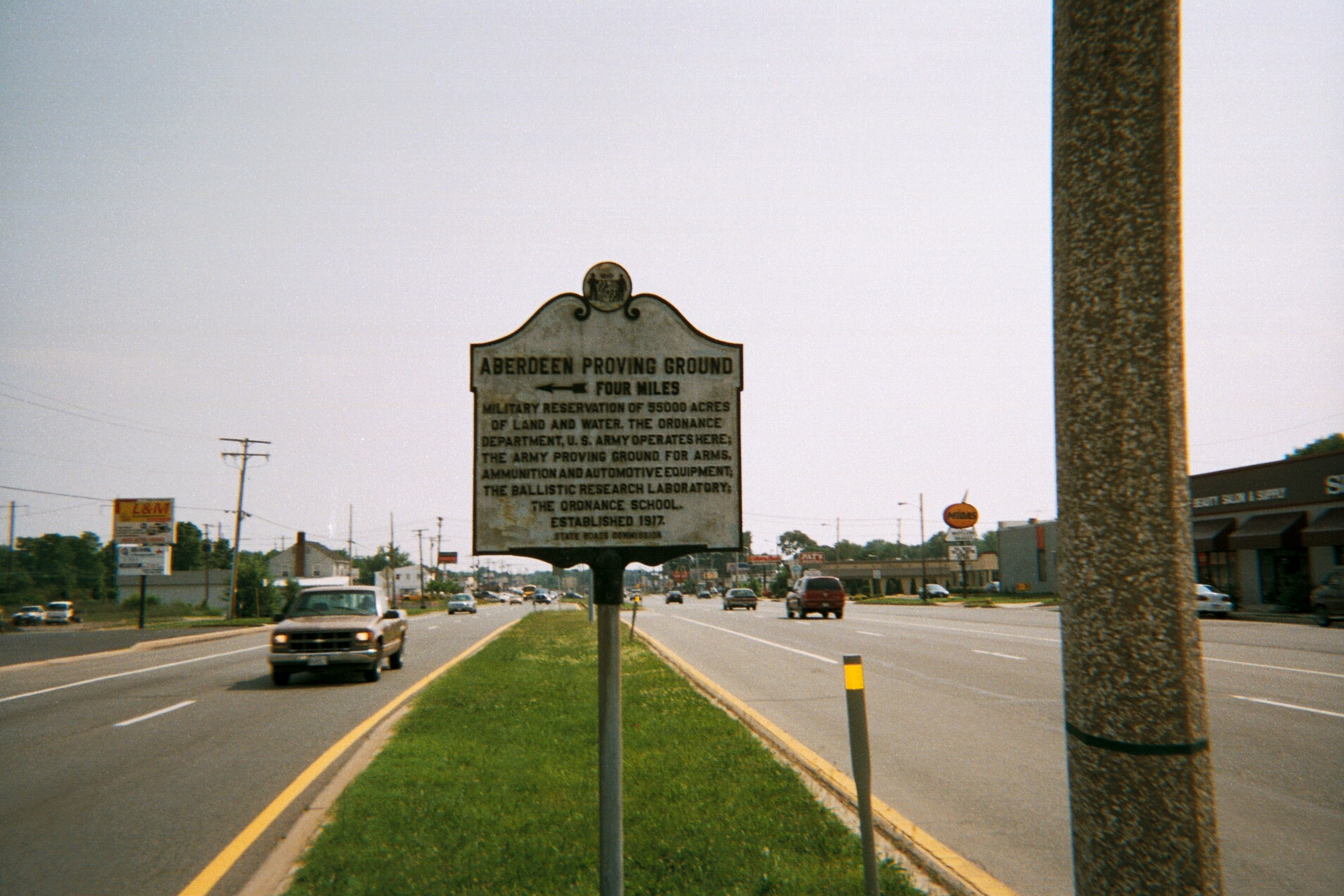
Hinweisplakette an der US40 zum Aberdeen Proving Ground

Der Aberdeen Proving Ground (APG) ist die älteste Forschungs- und Entwicklungseinrichtung der United States Army und liegt bei Aberdeen im Harford County im US-Bundesstaat Maryland. Sie wurde am 20. Oktober 1917 eröffnet und erstreckt sich über eine Fläche von 72.500 acres, umgerechnet ungefähr 29.300 Hektar. Auf dem Gelände des größten Einzelstandorts des Army Research Laboratory sind rund 3.900 militärische und knapp 3.000 zivile Angestellte beschäftigt. Der United States Census von 2020 gibt für den Aberdeen Proving Ground Census-designated place eine Einwohnerzahl von 1.668 an. Hier fanden traditionell Forschung und Tests im Bereich der Ballistik und konventioneller Munition statt (Ballistic Research Laboratory, BRL), und im Ersten Weltkrieg wurde Giftgas getestet.

## Geschichte
Bis zum September 2010 befand sich auf dem Gelände des APG das United States Army Ordnance Museum, welches das größte Freilichtmuseum der USA für militärisches Großgerät aus aller Welt war. Auf dem Gelände war Ende der 1940er Jahre die ENIAC installiert, die hauptsächlich ballistischen Berechnungen im Ballistic Research Laboratory diente. Weiterhin befindet sich im Aberdeen Proving Ground einer der 13 Root-Nameserver (h.root-servers.net). Im Jahre 1996 zog der Stützpunkt Aufmerksamkeit der Politik, der Medien und der Öffentlichkeit auf sich, als ein Skandal um sexuellen Missbrauch das Vertrauen in die Streitkräfte der Vereinigten Staaten erschütterte.
Im April 2023 wurde ein russischer Kampfpanzer vom Typ T-90A aus dem russisch-ukrainischen Krieg über Gydina in die Teststätte verbracht.

## Edgewood Arsenal
Im Zuge der limited-war-laboratory-Experimente testeten die US Army Chemical Corps von 1955 bis 1975 im Geheimen den Einsatz von Giftgas (und auch Agent Orange, psychoaktive Drogen und anderen Chemikalien) und Schutzmechanismen. Die Experimente fanden in dem als Edgewood Arsenal bekannten Teil des Aberdeen Proving Ground statt. Geringe Dosen der Substanzen wurden an rund 7000 Militärpersonen getestet.